# أوقست فورستر
أوقست فورستر (بالألمانية: Johann Theodor August Förster)‏ هو طبيب ألماني، ولد في 8 يوليو 1822 في فايمار في ألمانيا، وتوفي في 15 مارس 1865 في فورتسبورغ في ألمانيا.